# Нехал Саафан
Нехал Саафан (10 вересня 1996) — єгипетська плавчиня.
Учасниця Олімпійських Ігор 2016 року, де в змаганнях груп посіла 7-ме місце.